# USS LST-982

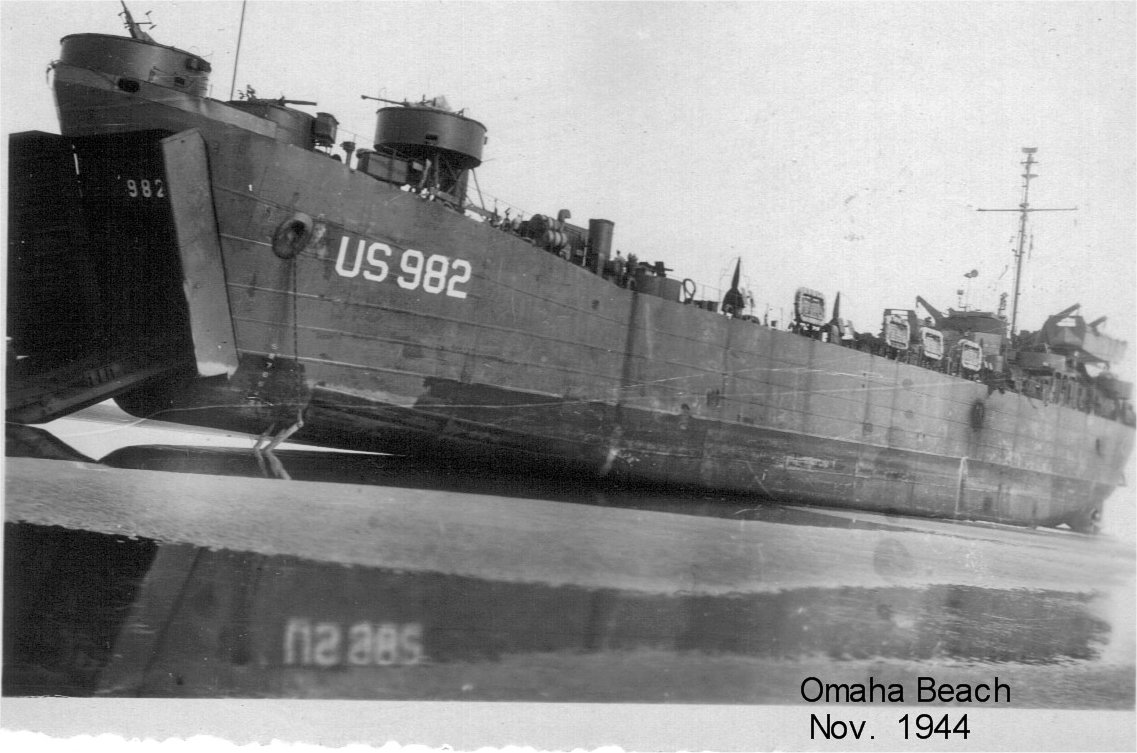
Fotografía del USS LST-982 en la Playa de Omaha, tomada en noviembre del 1944.

El USS LST-982 fue un buque de desembarco de tanques clase LST-542 en la Armada de los Estados Unidos. Como muchos de su clase, no tenía nombre y se le refería correctamente por su designación de casco.

## Construcción
El LST-982 fue puesto en grada el 22 de diciembre de 1943, en el Astillero Naval de Boston; fue lanzado al agua el 10 de febrero de 1944; su madrina fue la Sra. Orrion R. Hewitt; y fue comisionado el 19 de marzo de 1944.

## Historia en servicio
Durante la Segunda Guerra Mundial, el LST-982 fue asignado al Teatro Europeo y participó en la invasión de Normandía en junio de 1944. Transferido al Teatro Asiático-Pacífico, participó en el asalto y la ocupación de Okinawa Gunto en mayo y junio de 1945.
Después de la guerra, realizó labores de ocupación en el Lejano Oriente y prestó servicio en China hasta mediados de abril de 1946. El buque fue dado de baja el 25 de abril de 1946, y eliminado de la lista de la Armada el 19 de julio de 1946. El 5 de diciembre de 1947, fue vendido a Bosey, Filipinas.
El LST-982 obtuvo dos estrellas de batalla por su servicio durante la Segunda Guerra Mundial.